# José Luiz Drey
José Luiz Drey (født 23. december 1973) er en tidligere brasiliansk fodboldspiller.
Han har spillet for flere forskellige klubber i sin karriere, herunder Bellmare Hiratsuka.